# Heilsberg (Rudolstadt)
Heilsberg ist ein Ortsteil der Stadt Rudolstadt im Landkreis Saalfeld-Rudolstadt in Thüringen.

## Geografie und Geologie
Heilsberg liegt unweit nördlich der Landesstraße 1060 von Rudolstadt nach Weimar entfernt. Nachbarorte sind: Eschdorf, Remda, Kirchremda und Milbitz bei Teichel. Der kleine Landkessel wird nördlich von bewaldeten Anhöhen bei Breitenheerda und Tännich und im Süden von den bewaldeten Anhöhen, die von Eschdorf bis Rudolstadt reichen, begrenzt. Geologisch handelt es sich überwiegend um grundwasserferne Muschelkalkverwitterungsböden.

## Geschichte

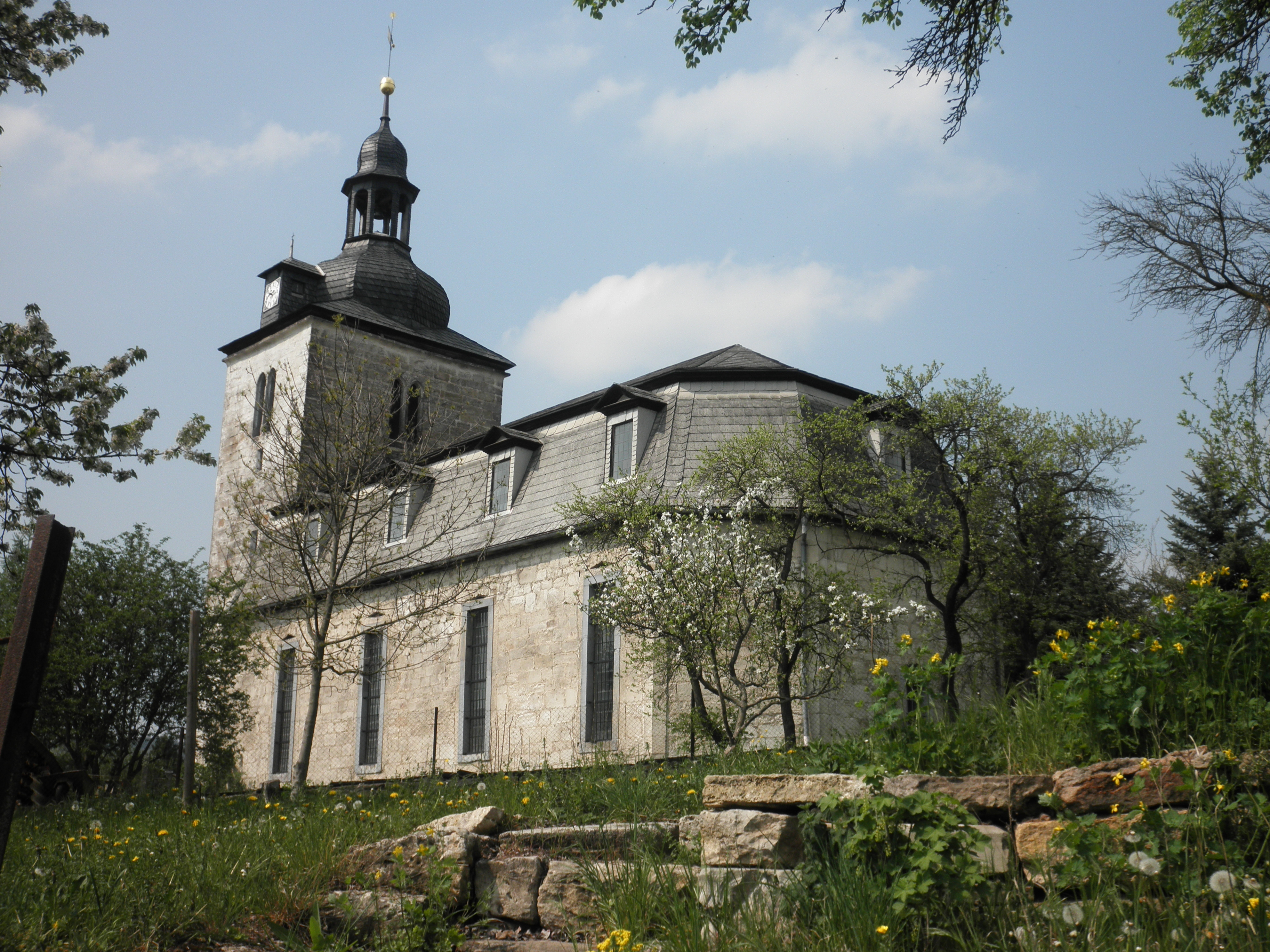
Kirche in Heilsberg

Bereits 822–826 wurde das Dorf Heilsberg erstmals urkundlich erwähnt.
Goethe schrieb 1818 über Heilsberger und die dortige Kirche:
Die Inschrift von Heilsberg zitiert: „Zu den geheiligten Plätzen, wo Sankt Bonifazius selbst oder seine Gehülfen zuerst das Evangelium den Thüringern ankündigt, rechnen wir billig einen Hügel zwischen Rudolstadt und Remda, woselbst nicht fern von einer Heilquelle ein Gotteshäuslein entstand, woran sich nach und nach das Dorf ansiedelte, Heilsberg benamst, anzudeuten, wie mancher auf dieser Höh sein Heil gesucht und gefunden.“
Der betreffende Gedenkstein, auf den sich das Goethe-Zitat bezieht, wurde später nach Weimar in ein Museum gebracht.
Am 1. Januar 1997 bildeten Heilsberg, die Städte Remda und Teichel sowie neun weitere Orte die neue Stadt Remda-Teichel. Zum 1. Januar 2019 wurde Heilsberg im Zuge der Eingemeindung von Remda-Teichel ein Stadtteil von Rudolstadt.

## Persönlichkeiten
- Carl Christian Erhard Schmid (1761–1812), Theologe und Philosoph